# Absorbierendes Element
Ein absorbierendes Element ist ein spezielles Element einer algebraischen Struktur.

## Definition
Es sei {\displaystyle A} die Trägermenge einer algebraischen Struktur mit einer zweistelligen Verknüpfung {\displaystyle *}, also ein Magma. Ein Element {\displaystyle o_{l}\in A} heißt linksabsorbierend (bezüglich {\displaystyle *}), wenn für alle {\displaystyle a\in A} gilt:
{\displaystyle o_{l}*a=o_{l}}.
Analog heißt ein Element {\displaystyle o_{r}\in A} rechtsabsorbierend (bezüglich {\displaystyle *}), wenn für alle {\displaystyle a\in A} gilt:
{\displaystyle a*o_{r}=o_{r}}.
Ein Element, das sowohl links- als auch rechtsabsorbierend ist (bezüglich {\displaystyle *}), nennt man absorbierend (bezüglich {\displaystyle *}), manchmal auch Nullelement (so wird aber häufig auch das neutrale Element einer additiv notierten Halbgruppe genannt!).

## Eigenschaften
Zu einer zweistelligen Verknüpfung {\displaystyle *} auf einer Menge {\displaystyle A} gibt es höchstens ein absorbierendes Element {\displaystyle o\in A}, denn für absorbierende Elemente {\displaystyle o,o'\in A} gilt:
{\displaystyle o'=o'*o=o}.
Ein links- oder rechts-absorbierendes Element {\displaystyle o\in A} ist immer idempotent:
{\displaystyle o=o*o}.
In einer Quasigruppe (und damit auch in einer Gruppe) {\displaystyle (A,*)} mit mindestens zwei Elementen {\displaystyle a,b\in A} mit {\displaystyle a\neq b} gibt es kein (links-/rechts-)absorbierendes Element {\displaystyle o\in A}, denn sonst hätte {\displaystyle o*x=o} bzw. {\displaystyle x*o=o} mindestens die zwei Lösungen {\displaystyle a,b}, wäre somit nicht, wie für Quasigruppen gefordert, eindeutig lösbar.

## Beispiele
Ein bekanntes Beispiel ist die Null, die in jedem Ring, so auch im Ring {\displaystyle \mathbb {Z} } der ganzen Zahlen, bezüglich der Multiplikation absorbierendes Element ist: jede Zahl mit Null multipliziert ergibt Null.
Eine Gruppe besitzt genau dann ein absorbierendes Element, wenn es sich um die triviale Gruppe, bestehend aus nur einem Element, handelt.
In jedem beschränkten Verband gibt es zu beiden Verknüpfungen ein absorbierendes Element: Beispielsweise ist in der Aussagenlogik die wahre Aussage bezüglich der Verknüpfung mit „oder“ absorbierendes Element, die falsche Aussage ist bezüglich der Verknüpfung mit „und“ absorbierendes Element.